# The Strangers: Chapter 2
The Strangers: Chapter 2 är en amerikansk skräckfilm som har premiär i USA den 26 september 2025. Den är regisserad av Renny Harlin efter ett manus skrivet av Alan R. Cohen, Alan Freedland och Amber Loutfi, och är en fortsättning på The Strangers: Chapter 1 från 2024.

## Handling
På sista dagen av deras långa roadtrip går ett pars bil sönder. De måste söka skydd i en avlägsen Airbnb. När natten faller börjar tre maskerade främlingar att terrorisera dem.

## Rollista (i urval)
- Madelaine Petsch – Maya Lucas
- Gabriel Basso – Gregory
- Ema Horvath – Shelly